# Empoasca distinguenda
Empoasca distinguenda är en insektsart som beskrevs av Pasquino Paoli 1932. Empoasca distinguenda ingår i släktet Empoasca och familjen dvärgstritar. Inga underarter finns listade i Catalogue of Life.